# آرون رمسدیل
ارون کریستوفر رمسدیل (انگلیسی: Aaron Ramsdale؛ زادهٔ ۱۴ مهٔ ۱۹۹۸) بازیکن فوتبال اهل انگلستان است که به صورت قرضی برای باشگاه فوتبال نیوکاسل یونایتد بازی می‌کند. 
از باشگاه‌هایی که در آن بازی کرده‌است می‌توان به باشگاه فوتبال شفیلد یونایتد، باشگاه فوتبال ای‌اف‌سی ویمبلدون، باشگاه فوتبال ای‌اف‌سی بورنموث و باشگاه فوتبال چسترفیلد اشاره کرد.
وی همچنین در تیم‌های ملی فوتبال زیر ۱۸ سال انگلستان، زیر ۱۹ سال انگلستان، زیر ۲۰ سال انگلستان و زیر ۲۱ سال انگلستان بازی کرده‌است.